# 발레리야 가이 게르마니카
발레리야 가이 게르마니카(러시아어: Валерия Гай Германика, 영어: Valeriya Gai Germanika, 1984년 3월 1일 ~ )는 러시아의 영화 감독이다.

## 작품 목록
- 자매들 (2005)
- 소녀들 (다큐멘터리 영화, 2005)
- 인판타스 버스데이 (다큐멘터리 영화, 2005)
- 소년들 (2007)
- 에브리바디 다이스 벗 미 (2008)
- 예스 앤 예스 (2014)